# 도마뱀자리
도마뱀자리(Lacerta, [ləˈsɝtə])는 북쪽 하늘의 작은 별자리이다. 은하수에 일부가 걸쳐 있고, 백조자리, 카시오페이아자리, 안드로메다자리 사이에 놓여 있다. 'W' 형태로, '작은 카시오페이아'처럼 보인다.

## 특징
일부가 은하수에 걸쳐 있다. 마치 작은 도마뱀이 은하수에 몸을 담그고 있는 것과 같은 형상이다.

## 별과 천체
- 도마뱀자리 α: 주계열성으로, 스펙트럼형은 A1 V이다. 3.77 등급으로 도마뱀자리에서 가장 밝다. 이중성이다.
- Roe 47: 5개의 별로 된 다중성이다. 각각의 밝기는 5.8, 9.8, 10.1, 9.4, 9.8등성이다.

- NGC 7243: 약 6.4 등급의 산개성단이다.
- 도마뱀자리 BL: 발견된 것은 오래되었으나, 초기에는 별로 여겨져 변광성의 명칭이 붙여졌다. 하지만, 실제로는 은하계의 중심 부분으로, 'BL Lacertae(subtype of blazer)'의 명칭이 유사한 형태의 천체를 일컫는 말이 되었다. 이 천체는 며칠 간격으로 14등급에서 17등급까지 변화한다.
- 도마뱀자리 EV: 태양 플레어의 수천배 규모에 달하는 거대한 항성 플레어 폭발이 관측되었다.
- ADS 16402: 이중성계이며, 주위에 행성이 공전한다. 이 행성은 목성 정도의 크기로, 코르크와 비슷할 정도로 밀도가 매우 낮다. 행성에는 HAT P-1이라는 이름이 붙었다.

## 역사
1687년 폴란드의 천문학자 요하네스 헤벨리우스에 의해 만들어졌으며, 현대 88 별자리에 포함되었다.

## 신화
근대에 만들어져 관련된 신화는 없다.